# Bartosz Nowak
Bartosz Nowak (Radom, 1993. augusztus 25. –) lengyel labdarúgó, a Raków Częstochowa középpályása.

## Pályafutása
Nowak a lengyelországi Radom városában született. Az ifjúsági pályafutását a helyi Junior Radom, PKS Makowiec és Młodzik 18 Radom csapataiban kezdte, majd a Gwarek Zabrze akadémiájánál folytatta.
2011-ben mutatkozott be a Gwarek Zabrze felnőtt csapatában. 2013-ban a Polonia Bytomhoz, majd 2014-ben a másodosztályú Miedź Legnicához igazolt. 2014 és 2017 között a Stal Mielec és a Ruch Chorzów csapatait erősítette kölcsönben. 2017-ben, a lehetőséggel élve a Ruch Chorzówhoz szerződött. A 2017–18-as szezon második felében a Stal Mielecnél szerepelt kölcsönben, majd még a következő idény kezdete előtt csatlakozott a klubhoz. 2020 augusztusában az első osztályú Górnik Zabrze csapatához igazolt. Először a 2020. augusztus 23-ai, Podbeskidzie ellen 4–2-re megnyert mérkőzésen lépett pályára. Első gólját 2020. szeptember 13-án, Lechia Gdańsk ellen 3–0-ás győzelemmel zárult találkozón szerezte meg.
2022. augusztus 3-án hároméves szerződést kötött a Raków Częstochowa együttesével. 2022. augusztus 14-én, a Jagiellonia Białystok ellen 2–2-es döntetlennel zárult bajnokin debütált és egyben meg is szerezte első gólját a klub színeiben.

## Statisztikák
2023. május 2. szerint
| Klub                     | Szezon   | Osztály     | Bajnokság | Bajnokság | Kupa és Ligakupa | Kupa és Ligakupa | Nemzetközi | Nemzetközi | Összesen | Összesen |
| Klub                     | Szezon   | Osztály     | Meccs     | Gól       | Meccs            | Gól              | Meccs      | Gól        | Meccs    | Gól      |
| ------------------------ | -------- | ----------- | --------- | --------- | ---------------- | ---------------- | ---------- | ---------- | -------- | -------- |
| Ruch Chorzów             | 2017–18  | I Liga      | 17        | 2         | 0                | 0                | —          | —          | 17       | 2        |
| Stal Mielec (kölcsönben) | 2017–18  | I Liga      | 15        | 6         | 0                | 0                | —          | —          | 15       | 6        |
| Stal Mielec              | 2018–19  | I Liga      | 34        | 10        | 0                | 0                | —          | —          | 34       | 10       |
| Stal Mielec              | 2019–20  | I Liga      | 34        | 13        | 3                | 1                | —          | —          | 37       | 14       |
| Stal Mielec              | Összesen | Összesen    | 83        | 29        | 3                | 1                | 0          | 0          | 86       | 30       |
| Górnik Zabrze            | 2020–21  | Ekstraklasa | 29        | 5         | 3                | 1                | —          | —          | 32       | 6        |
| Górnik Zabrze            | 2021–22  | Ekstraklasa | 34        | 8         | 3                | 0                | —          | —          | 37       | 8        |
| Górnik Zabrze            | 2022–23  | Ekstraklasa | 2         | 1         | 0                | 0                | —          | —          | 2        | 1        |
| Górnik Zabrze            | Összesen | Összesen    | 65        | 14        | 6                | 1                | 0          | 0          | 71       | 15       |
| Raków Częstochowa        | 2022–23  | Ekstraklasa | 25        | 9         | 5                | 1                | 3          | 0          | 33       | 10       |
| Összesen                 | Összesen | Összesen    | 190       | 54        | 14               | 3                | 3          | 0          | 207      | 57       |

## Sikerei, díjai
Stal Mielec
- I Liga
  - Győztes (1): 2019–20

Raków Częstochowa
- Ekstraklasa
  - Bajnok (1): 2022–23

- Lengyel Kupa
  - Döntős (1): 2022–23